# Die gefährliche Wolke
Die gefährliche Wolke (Originaltitel: One of Our Planets is Missing) ist die dritte Episode der ersten Staffel der Science-Fiction-Zeichentrickserie Die Enterprise. Sie wurde in englischer Sprache erstmals am 22. September 1973 bei NBC ausgestrahlt. In Deutschland war sie zum ersten Mal unter dem Titel Ein Planet wird gerettet am 27. April 1976 in einer stark geschnittenen und inhaltlich veränderten synchronisierten Fassung im ZDF zu sehen. Eine ungekürzte, originalgetreue Synchronfassung erschien erstmals 1994 auf VHS. Die erste Fernsehausstrahlung dieser Fassung erfolgte am 12. September 2016 auf Tele 5.

## Handlung
Im Jahr 2269 bei Sternzeit 5371.3 befindet sich die Enterprise im Randgebiet der Milchstraße, als sie den Befehl erhält, ins Pallas-14-Sternensystem zu fliegen. Dort befindet sich auf dem Planeten Mantilles die am weitesten entfernte Kolonie der Föderation. Eine unbekannte kosmische Wolke ist von außerhalb der Galaxie in das System eingedrungen und hält Kurs auf Mantilles. Als die Enterprise eintrifft, beginnt die Wolke gerade damit, den unbewohnten Nachbarplaneten Alondra zu zersetzen.
Als die Enterprise in die Flugbahn der Wolke manövriert wird, wird sie unerwartet in diese hineingezogen. Ein Befreiungsversuch mithilfe der Schiffsphaser schlägt fehl. Mehrere gasförmige Objekte aus Antimaterie nähern sich dem Schiff und ziehen sehr viel Energie von den Schutzschilden ab. Der erste Offizier Spock stellt die Theorie auf, dass es sich bei der Wolke um ein Lebewesen handeln könnte und Schiffsarzt McCoy stimmt ihm zu, denn die Antimaterie-Objekte scheinen die Funktion von Enzymen im menschlichen Körper zu erfüllen.
Während Gouverneur Bob Wesley auf Mantilles Maßnahmen trifft, um wenigstens einige Kinder zu evakuieren, stellt die Besatzung der Enterprise fest, dass die Wolke über ein klar definiertes Verdauungssystem verfügt. Wenn es dem Schiff gelänge, dieses zu durchqueren, wäre es frei. Dafür wird aber zusätzliche Energie benötigt, um die Schutzschilde weiter aufrechtzuerhalten. Chefingenieur Scott hat die Idee, Energie aus einer kontrollierten Materie-Antimatiere-Reaktion zu gewinnen. Hierfür beamt er Planetentrümmer sowie ein Stück einer aus Antimaterie bestehenden Darmzotte der Wolke an Bord. Der Plan gelingt und die Besatzung hat sich damit etwas mehr Zeit erkauft.
Die Besatzung entdeckt nun eine Zone mit erhöhter elektrischer Aktivität und identifiziert sie als das Gehirn der Wolke. Captain Kirk will es mit den Phasern zerstören, doch Spock will eine Kontaktaufnahme versuchen, um die Wolke zur Umkehr zu bewegen. Spock, der als Halb-Vulkanier telepathische Fähigkeiten besitzt, versucht nun, seine Gedanken an das Gehirn der Wolke zu übertragen. Tatsächlich gelingt es ihm, ihr begreiflich zu machen, dass sich in ihrem Inneren ein Raumschiff mit vielen Lebewesen befindet und dass es auf Mantilles viele weitere Lebewesen gibt. Die Wolke erweist sich als friedfertig. Da sie nicht die Absicht hat, jemanden zu töten, entlässt sie die Enterprise in die Freiheit und verschont Mantilles. Obwohl es für sie eine lange Reise bedeutet, willigt sie ein, die Milchstraße zu verlassen und zu ihrem Ursprungsort zurückzukehren.

## Besonderheiten

### Verbindungen zu anderen Star-Trek-Produktionen
Kirk zitiert in dieser Folge eine Aussage, die er in der Raumschiff-Enterprise-Folge Krieg der Computer getätigt hatte.
Im Film Star Trek VI: Das unentdeckte Land von 1991 ist das Pallas-14-Sternensystem auf einer Sternenkarte verzeichnet.

### Sonstiges
Bei den Aufnahmen von der Erde, die Spock an die kosmische Wolke übermittelt, handelt es sich um Clips aus der Zeichentrickserie Lassie's Rescue Rangers.

## Produktion

### Drehbuch
Das Drehbuch wurde von Marc Daniels geschrieben, die bereits in mehreren Folgen der Vorgängerserie Raumschiff Enterprise Regie geführt hatte.

### Sprecher und Figuren
Die Nebenfigur des Lieutenant Arex wurde bereits in der Folge Das körperlose Wesen eingeführt, hat hier aber zum ersten Mal Text.
Die Nebenfiguren Lieutenant Gabler und Lieutenant Kyle treten in dieser Folge zwar auf, haben aber keinen Text.
Gouverneur Robert „Bob“ Wesley hatte bereits in der Raumschiff Enterprise-Folge Computer M5 einen Auftritt als Raumschiffkommandant. Er wurde dort von Barry Russo verkörpert, hier wird die Figur jedoch von James Doohan gesprochen. Die Figur ist nach Gene Roddenberrys Pseudonym benannt, das er in den 1950er Jahren verwendete, als er noch hauptberuflich für das Los Angeles Police Department arbeitete.

## Adaptionen
Alan Dean Foster schrieb eine Textfassung von Die gefährliche Wolke, die auf Englisch erstmals 1974 in der Geschichtensammlung Star Trek Log 1 erschien. Die deutsche Übersetzung erschien 1993.

## Rezeption
James Whitbrook führte Die gefährliche Wolke 2020 auf gizmodo.com.au als eine der zehn wichtigsten Folgen von Die Enterprise.